# Inmigración samoana en Hawái
Los samoanos en Hawái son residentes del estado estadounidense de Hawái cuyos orígenes se remontan tanto a Samoa como a Samoa Americana.

## Historia
Debido a la Ley de Inmigración y Nacionalidad de 1952, muchos samoanos estadounidenses emigraron al resto de los Estados Unidos. Muchos de ellos se establecieron en Hawái.
Los samoanos provenientes del Estado Independiente de Samoa también emigraron a Hawái más tarde.

## Demografía
En 2010, 37,463 residentes de Hawái (o el 2-3% de la población) afirmaron tener ascendencia samoana, de los cuales 19,176 eran de etnia mixta. La gran mayoría de ellos vive en el condado de Honolulu (Oahu).